# Lycaste aromatica
Lycaste aromatica là một loài thực vật có hoa trong họ Orchidaceae.

## Hình ảnh

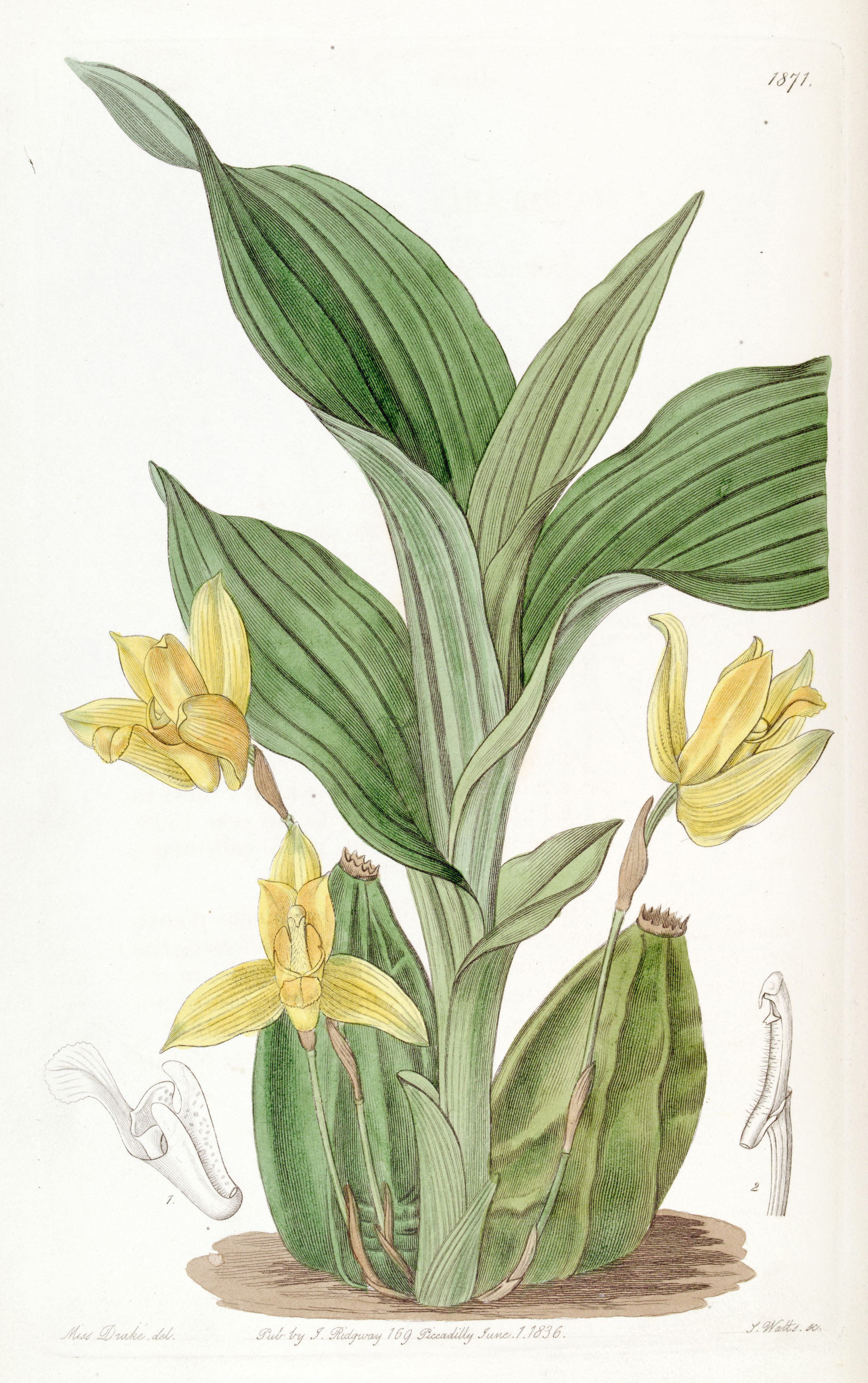
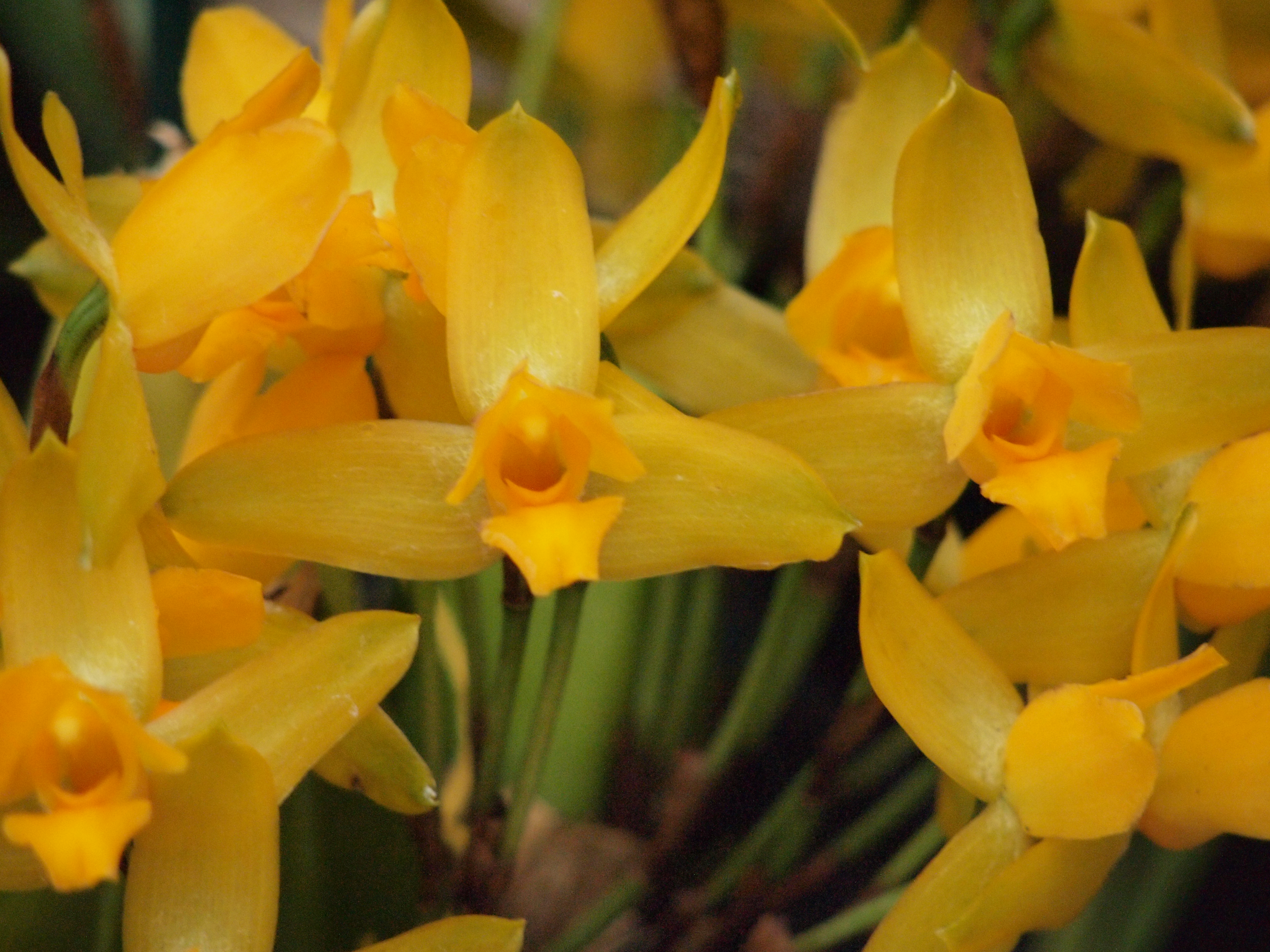
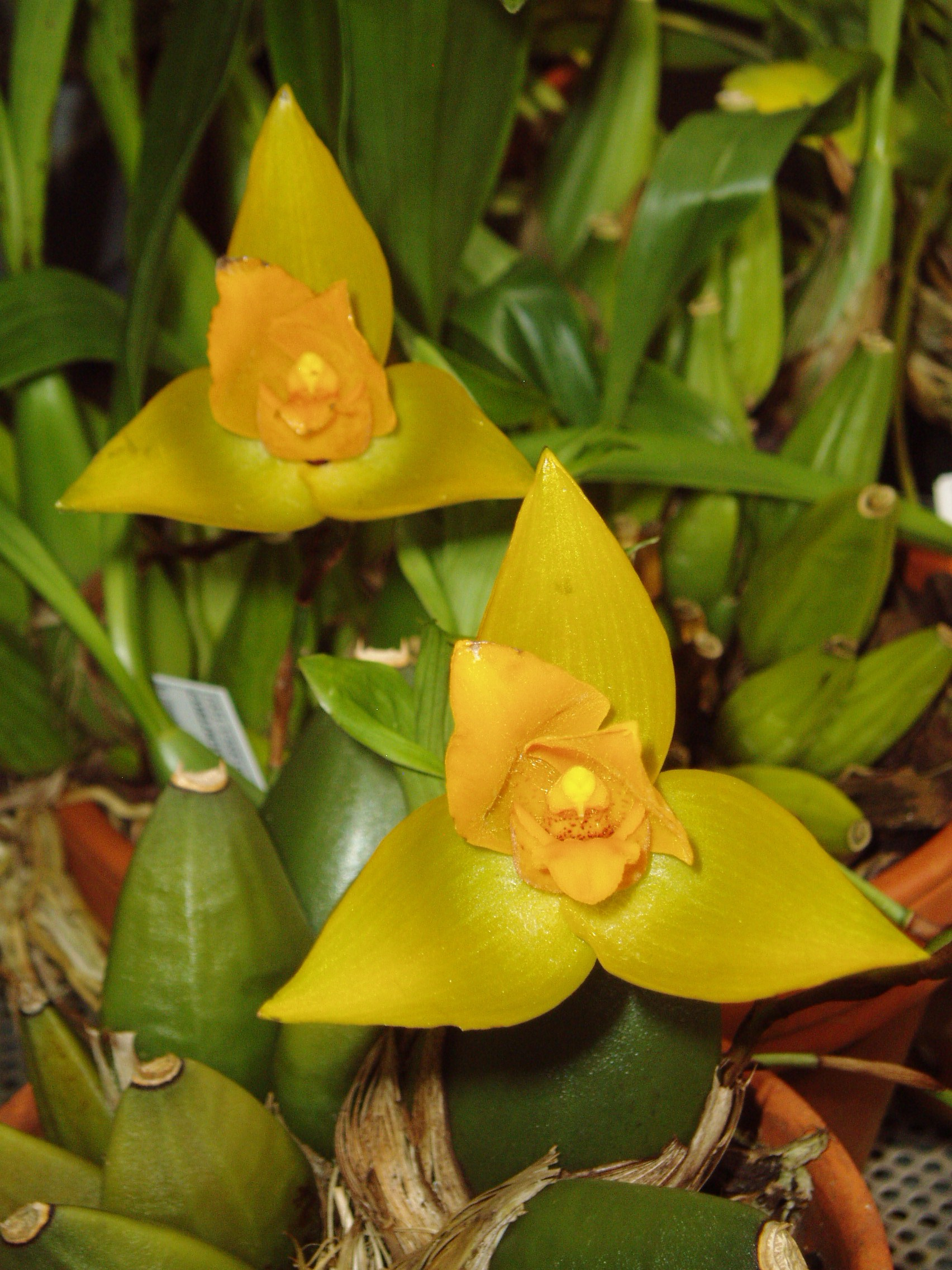
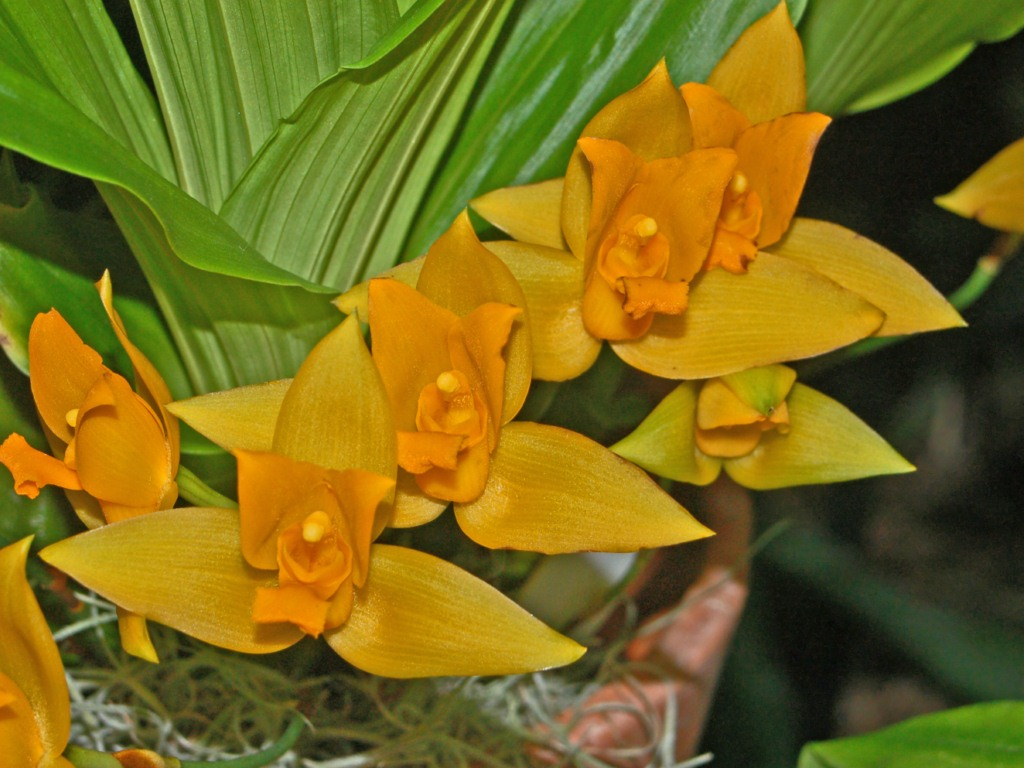